# Eck (kommunfritt område)
Eck är ett kommunfritt område i Landkreis Berchtesgadener Land i Regierungsbezirk Oberbayern i förbundslandet Bayern i Tyskland.